# Мері Кеннер
Мері Беатріс Девідсон Кеннер (17 травня 1912 — 13 січня 2006) — афроамериканська винахідниця, яка за своє життя отримала п'ять патентів. Вона є рекордсменкою серед темношкірих жінок за кількістю патентів від уряду США. Перший і найвідоміший патент Кеннер 1957 року — гігієнічний пояс, який став попередником гігієнічних прокладок. У 1920-х роках вона винайшла пояс, але не змогла отримати патент, а намагаючись продати продукт зіткнулася з расовою дискримінацією. Наступні чотири патенти Кеннер — гігієнічний пояс із вологостійкою кишенею, тримач для туалетного паперу, таця з твердою поверхнею та кишенею для зберігання предметів для інвалідних візків/ходунків, а також настінну мийку з масажером для спини.

## Молодість і освіта
Народилася 17 травня 1912 року у Монро, штат Північна Кароліна, у родині винахідників. Її батько, Сідні Натаніель Девідсон, — автор пристрою для прасування туристичного розміру, а її дідусь по материнській лінії Роберт Фромбергер винайшов триколірну лампочку для подачі сигналу потягам і носилки на колесах для автомобілів швидкої допомоги. Її сестра Мілдред Девідсон Остін Сміт (1916—1993) у 1980-х роках запатентувала настільну гру «Family Treedition». Зацікавленість родини у винахідництві надихала Кеннер з самого раннього дитинства. Коли їй було 6 років вона працювала над розробкою самозмащувальної дверної завіси. Протягом усього дитинства Кеннер намагалась створити й інші винаходи, зокрема портативну попільничку, яку можна прикріпити до пачки цигарок, додавання губки до кінчика парасольки для вбирання дощової води.

## Освіта
Кеннер закінчила середню школу Данбар у 1931 році та вступила до Говардського університету. Вона відвідувала університет півтора року, але кинула навчання через фінансові труднощі. Кеннер бралася за випадкові роботи. У 1941 році вона стала федеральним службовцем на наступні десять років. У 1950 році вона зайнялась професійно флористикою та керувала своїм квітковим магазином до 1970-х років, а у вільний час щось винаходила.

## Винаходи, вплив і спадок
За своє життя Кеннер створила багато винаходів і мала багато патентів. У 1957 році вона отримала перший патент на гігієнічний пояс, який був винайдений до появи клейових прокладок. Її винахід був набагато ефективнішим, ніж ганчірки, якими користувалися жінки в той час. Менструація в ті роки вважалася табу, тому про неї не говорили. У 20-х роках більшість жінок, як правило, виготовляли самостійно засоби гігієни для менструацій з тканини та ганчірок. Комерційними продуктами вони користувалися, лише тоді, коли їм доводилося виходити з дому на навчання чи роботу. Спочатку вона винайшла гігієнічний пояс у 1920-х роках, але тоді не змогла отримати патент. Вона вдосконалювала первинну версію і постійно оновлювала винахід. Через три роки вона подала на ще один патент «гігієнічний пояс із вологонепроникною» кишенею, завдяки чому витікання крові на одяг стало ще меншим. Мета гігієнічного пояса полягала в тому, щоб запобігти витоку менструальної крові на одяг, яка була загальною невирішеною проблемою для жінок у той час. У 1957 році компанія Sonn-Nap-Pack почула про її винахід та зацікавилась масовим виробництвом, але дізнавшись про афроамериканське походження авторки зупинили розробку проєкту.
Кеннер описала ситуацію в інтерв'ю: «Одного разу зі мною зв'язалася компанія, яка була зацікавлена у просуванні моєї ідеї. Від цього я зраділа… Я бачила будинки, машини та все, що траплялося на моєму шляху…На жаль, коли вони дізналися, що я чорна, їхній інтерес зник».
У 1976 році запатентувала кріплення для ходунків або інвалідного візка, яке складалося з таці із твердою поверхнею та м'якої кишені для речей. Кеннер також винайшла тримач для туалетного паперу. Її останній патент, виданий 29 вересня 1987 року, стосувався настінної мийки для спини з масажером. Кеннер ніколи не отримувала жодних нагород чи офіційного визнання за свою роботу. Однак її винаходи та внесок допомогли прокласти шлях для наступних інновацій. Кеннер досі є рекордсменом за найбільшою кількістю патентів, виданих урядом США темношкірим жінкам.
Її винахід гігієнічного пояса призвів до еволюції менструальних продуктів у гігієнічну прокладку, яка досі використовується, постійно адаптуючись для покращення комфорту та захисту від протікання. Інші її винаходи з того часу вдосконалювалися, а аналогічні версії все ще використовуються. Її вважають забутим винахідником, який здійснив революцію в менструальних продуктах.

## Особисте життя
Під час роботи федеральним службовцем Кеннер зустріла свого першого чоловіка, який був військовим. Через 5 років вони розлучилися, і приблизно в той же час Кеннер кинула роботу і відкрила квітковий магазин, займаючись у вільний час винаходами. У 1951 році вона вдруге вийшла заміж за Джеймса Кеннера. У 1970 році Кеннер продала свій магазин, і сім'я переїхала до Вірджинії, де вони стали батьками 5 хлопчиків і одного усиновленого. Кеннер померла у віці 93 років 13 січня 2006 року.

## Додаткова література
- Blashfield, Jean F. (1996) Women inventors. Minneapolis: Capstone Press. Том. 4, с. 11–16
- Jeffrey, Laura S. (September 1, 2013) Amazing American Inventors of the 20th Century. Enslow Publishers, с. 29–35
- Sluby, Patricia C. (2004) The Inventive Spirit of African Americans: Patented Ingenuity. Westport, Conn: Praeger, с. 147—150
- Women Inventors. Women Inventors | NCpedia, 2011, www.ncpedia.org/industry/women-inventors.